# Paul Würtz

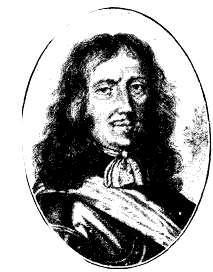
Paul Würtz

Paul Würtz (ur. 30 października 1612, zm. 24 marca 1676 w Hamburgu) – niemiecki wojskowy w służbie króla Szwecji Karola X Gustawa, w latach 1655–1657 gubernator Krakowa, od 1658 generał-lejtnant, od 1661 gubernator Pomorza, od 1674 Bremy i Verden, od 1665 marszałek polny.